# Nathan Cardoso
Nathan Raphael Pelae Cardoso (sinh ngày 13 tháng 5 năm 1995 ở São Paulo), hay đơn giản Nathan, là một cầu thủ bóng đá người Brasil thi đấu ở vị trí trung vệ cho câu lạc bộ Thụy Sĩ Servette FC, theo dạng cho mượn từ Palmeiras.

## Danh hiệu
Palmeiras
- Copa do Brasil: 2015

Chapecoense
- Campeonato Catarinense: 2017